# Verbandsgemeinde Kröv-Bausendorf
La comunità amministrativa di Kröv-Bausendorf (Verbandsgemeinde Kröv-Bausendorf) era una comunità amministrativa della Renania-Palatinato, in Germania.
Faceva parte del circondario di Bernkastel-Wittlich.
A partire dal 1º luglio 2014 è stata unita alla comunità amministrativa di Traben-Trarbach, anch'essa soppressa, per costituire la nuova comunità amministrativa Traben-Trarbach.

## Suddivisione
Comprendeva 10 comuni:
1. Bausendorf
2. Bengel
3. Diefenbach
4. Flußbach
5. Hontheim
6. Kinderbeuern
7. Kinheim
8. Kröv
9. Reil
10. Willwerscheid

Il capoluogo era Kröv.